# Esperança (Arronches)
Esperança é uma povoação portuguesa sede da Freguesia de Esperança do Município de Arronches, freguesia com 57,15 km² de área e 589 habitantes (censo de 2021), tendo, por isso, uma densidade populacional de 10,3 hab./km².
Na fronteira da freguesia situa-se a pequena aldeia raiana de Marco (El Marco), dividida entre dois países: uma parte da aldeia pertence a Portugal e outra parte da mesma pertence a Espanha.

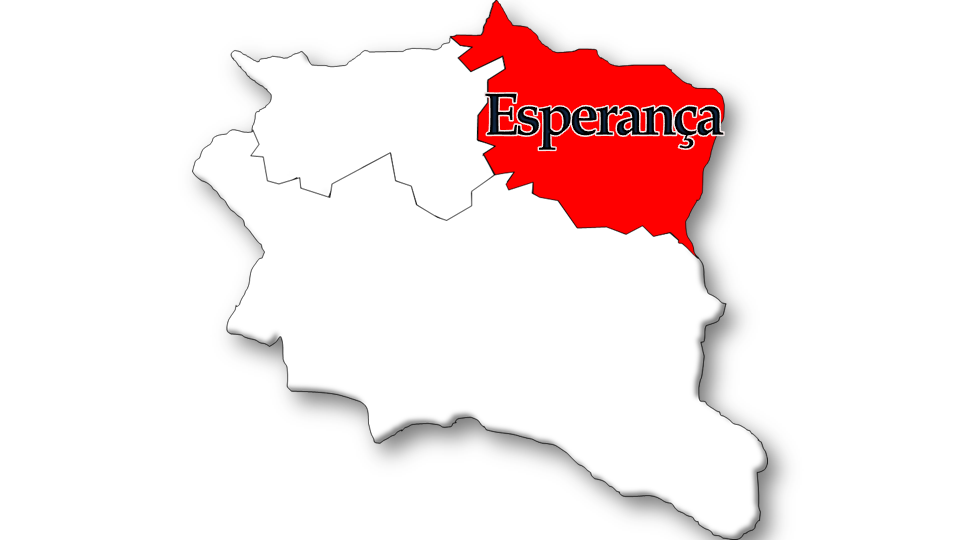
Localização da freguesia de Esperança no Município de Arronches

## Demografia
A população registada nos censos foi:
| Distribuição da População por Grupos Etários | Distribuição da População por Grupos Etários | Distribuição da População por Grupos Etários | Distribuição da População por Grupos Etários | Distribuição da População por Grupos Etários |
| -------------------------------------------- | -------------------------------------------- | -------------------------------------------- | -------------------------------------------- | -------------------------------------------- |
| Ano                                          | 0-14 Anos                                    | 15-24 Anos                                   | 25-64 Anos                                   | > 65 Anos                                    |
| 2001                                         | 81                                           | 101                                          | 375                                          | 324                                          |
| 2011                                         | 67                                           | 55                                           | 333                                          | 284                                          |
| 2021                                         | 60                                           | 41                                           | 275                                          | 213                                          |

## Património
- Igreja de Nossa Senhora da Esperança
- Ermida do Rei Santo
- Abrigo com pinturas rupestres de Vale de Junco ou Lapa dos Gaivões
- Abrigo Pinho Monteiro, na Herdade do Monte

## Infraestruturas[5]
- Farmácia
- Posto de Saúde
- Restaurantes, cafés, mini-mercados
- Escola Básica do 1.º Ciclo (encerrada em 2015 por falta de alunos)
- Jardim de Infância de Esperança
- Centro de Dia e Lar de Idosos
- Piscina Municipal de Esperança
- Centro de Interpretação de Identidade Local